# Torre-Kultur

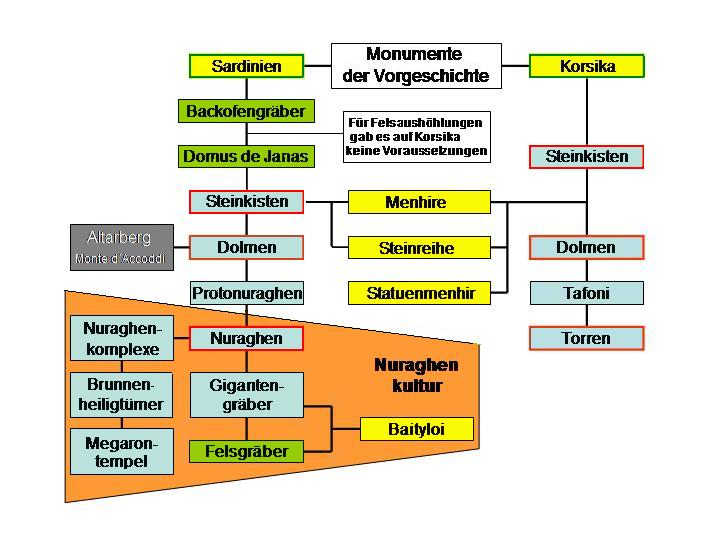
Sardisch-Korsische Haupttypen

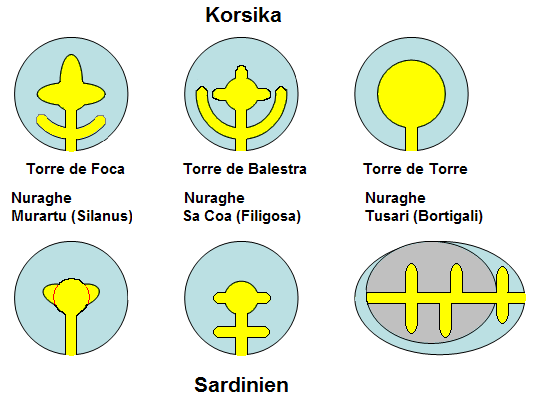
Korsische Torren und sardische Nuraghen

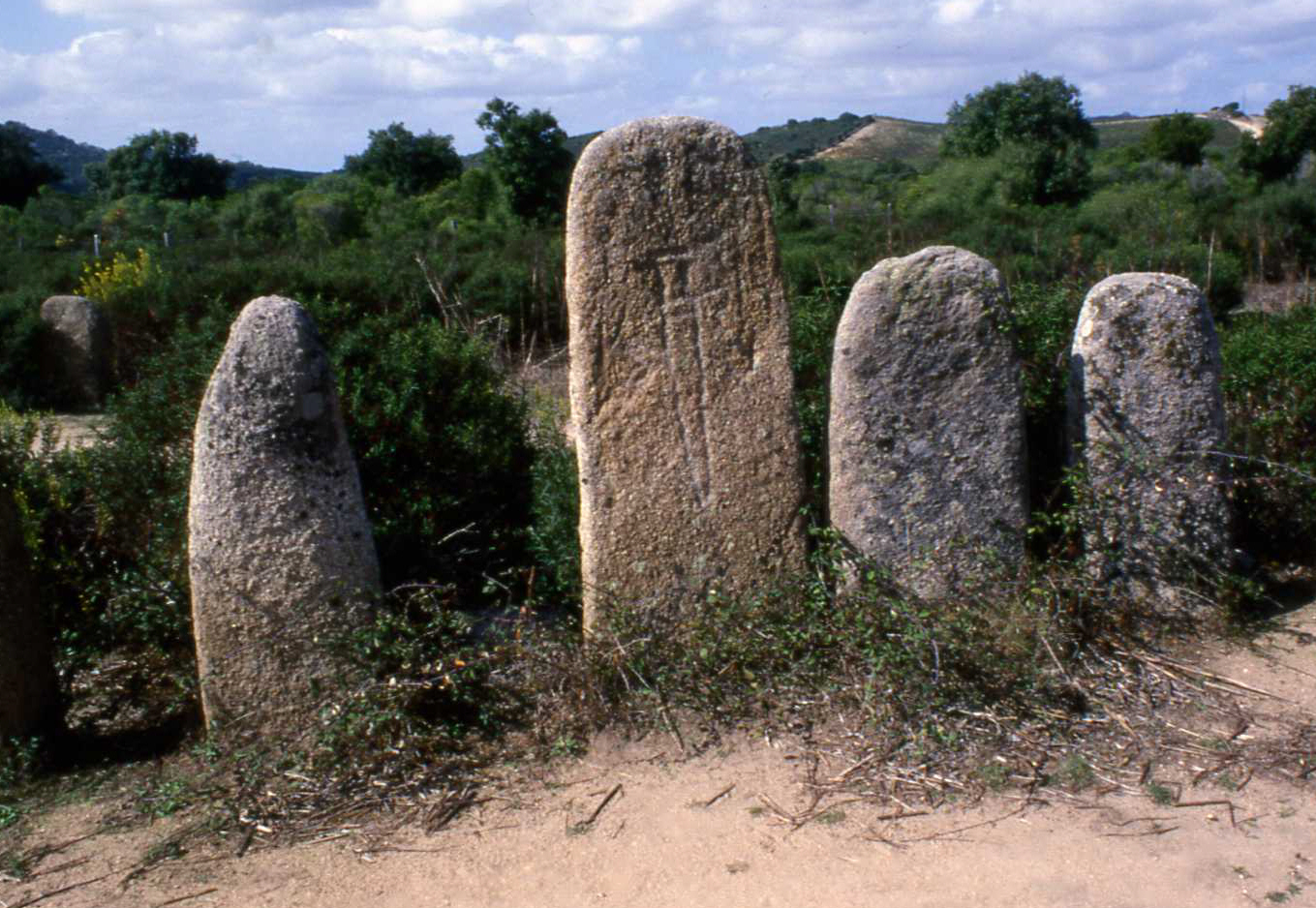
Die Steinreihen von Palaggiu auch als Campu dei Morti (Friedhof) bezeichnet

Die Torre-Kultur auf der Mittelmeerinsel Korsika hat ihren Namen von den turmartigen Bauten, den Torri, die im Süden Korsikas ab der Bronzezeit ab etwa 1.600 v. Chr. errichtet wurden. Wohl unter Einfluss der sardischen Bonnanaro-Kultur entstanden primär im Gebiet Ornano/Sartenais und um die vermutlich im 9. Jahrhundert v. Chr. gegründete Stadt Porto-Vecchio (Alter Hafen), die 16 aufragenden nuraghenartigen Bauten der Kultur. Aber lediglich die Nuraghe Albucciu bei Arzachena zeigt Ähnlichkeit mit den Torri.
Man geht davon aus, dass sich die Torre-Kultur am Golf von Porto-Vecchio etablierte. Hier finden sich Reste von Turmbauten, die keinen Wehrcharakter haben (Torre von Torre, Torre von Ceccia). Von dort aus rückte sie allmählich in die Kerngebiete der Megalithiker vor, wovon Radiokarbondatierungen zeugen. Das Vorrücken scheint gewaltsam abgelaufen zu sein. In Filitosa findet sich ein Beleg für Auseinandersetzungen. Das Dorf der Megalithiker wurde zerstört; die Statuenmenhire zerschlagen und als Baumaterial für eigene Monumente verwandt.

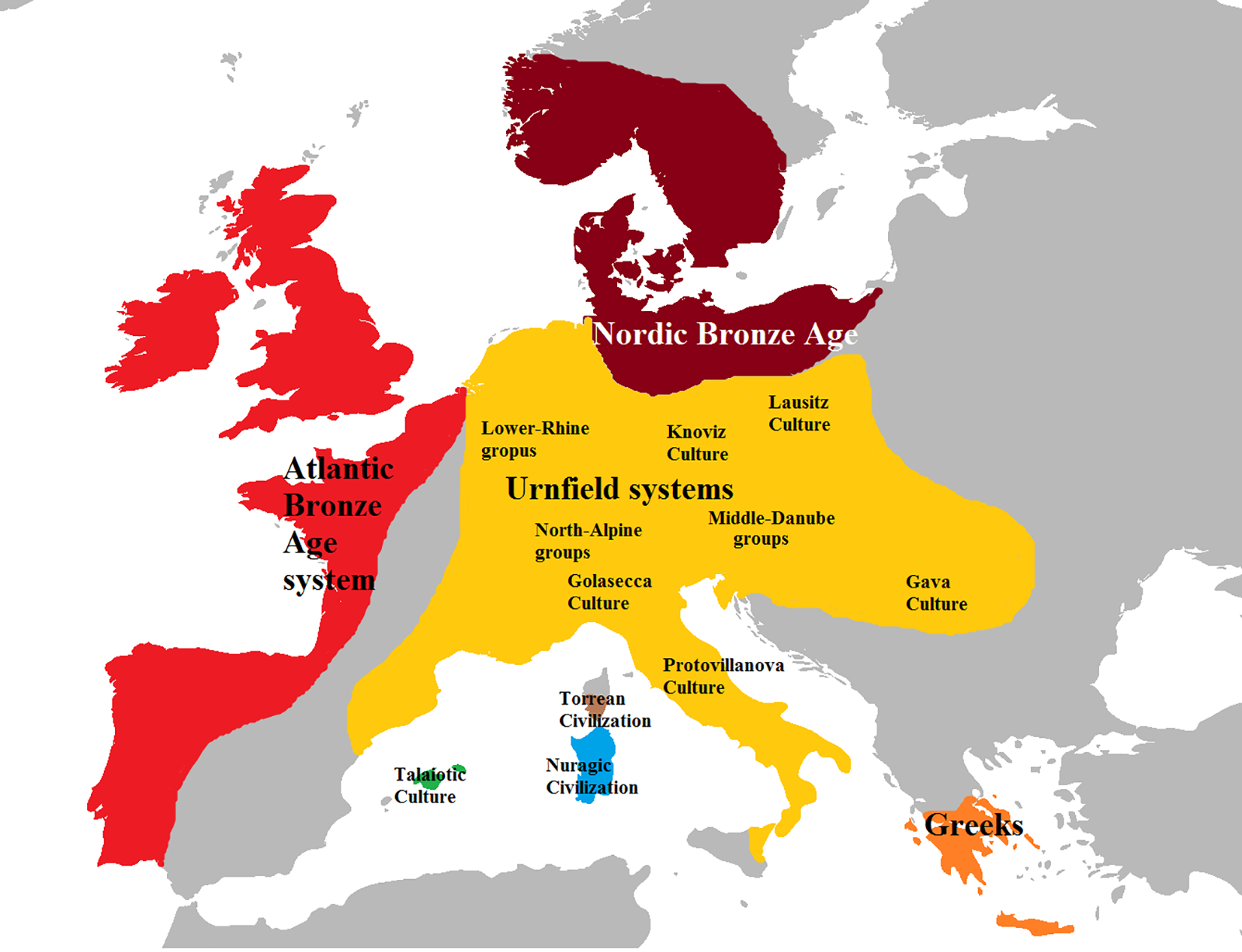
Europa in der Spätbronzezeit

Der typische Torre besteht aus Zyklopenmauerwerk mit einem Raum und gleicht einer Bienenkorbhütte auf breitem Sockel wie sie auch in Südfrankreich vorkommt. Sein Grundschema wurde jedoch häufig dadurch abgewandelt, dass man gewachsenen Fels, Gänge und Nebenkammern in die Anlage einbezog. Durch den weiten, großen, von einem Türsturz überdachten Eingang gelangt man in die Hauptkammer (Cella), die oben von einer falschen Kuppel (Kraggewölbe) abgeschlossen war. Die Höhe der Torre schwankt zwischen 3,0 und 7,0 Metern, ihr Durchmesser konnte 15 Meter erreichen. Der Zentralbau wird von einem Wall umgeben, der um den Torre eine erhöhte Plattform bildet, die nur durch den Eingang unterbrochen wird. Dicke Aschenlagen in den verschiedensten Monumenten lassen an Feuerkulte oder Krematorien denken. Als Wohn- und Verteidigungstürme kommen sie nicht in Frage, da sie im Gegensatz zu klein sind. Torrenische Bauten sind:
- Alo-Bisucce
- Castellu d’Arraggiu
- Monument von Balestra
- Capula
- Castiddacciu
- Torre von Ceccia
- Castellu di Cuntorba
- Cucuruzzu
- Filitosa
- Monument von Foce
- Torre von Tappa
- Torre von Torre

## Menhire
Ein Kennzeichen der verschiedenen korsischen Kulturen ist der anthropomorphe Menhir bzw. Statuenmenhir. Während zunächst ganz einfache kleine Menhire in und bei den Megalithanlagen (Steinkisten) stehen, verselbständigen sie sich später, werden größer und wandeln sich zu Statuenmenhiren, die im Süden der Insel (auch bei Frauenabbildungen) eine eingemeißelte Bewaffnung zeigen können. Als das korsische Megalithikum zu Ende geht, werden nur noch im Nordteil der Insel (Nativu-Partimonio, Luzzipeiu-Calanzana, Capu-Casincu) Statuenmenhire aufgestellt.
Der französische Archäologe Roger Grosjean, der der Kultur den Namen gab, zog aufgrund der dargestellten Bewaffnung den Vergleich mit Darstellungen am Totentempel des Ramses III. von Medinet Habu in Ägypten. Die Schardana-Krieger der dortigen Flachreliefs zeigten Ähnlichkeiten mit Statuen der Megalithbildhauer. Neuere Forschungsmeinungen lehnen die „Schardana-Theorie“ ab und vermuten, dass die torreanische Kultur aus der Weiterentwicklung einer Inselkultur hervorging. Um 1.000 bis 800 vor Chr. verlieren sich die Spuren der Megalithik und der Torreaner.
Die Bautechniken der Sesioten auf Pantelleria, der Talayot-Kultur auf den Balearen sowie der zeitgleichen Nuraghenkultur auf Sardinien sind vergleichbar mit denen der Torre-Kultur.